# Navy-Marine Corps Memorial Stadium
Het Navy–Marine Corps Memorial Stadium is een multifunctioneel stadion in Annapolis, een stad in de Verenigde Staten. 
Dit stadion werd gebouwd op het terrein van de United States Naval Academy. De kosten waren 3 miljoen dollar. De opening vond plaats op 26 september 1959. Tijdens de opening versloeg de marine het team van de University of William & Mary met 29-2.
Tijdens de renovatie begin jaren 2000 werd het veld verlaagd en kwam er een kunstgrasveld te liggen. Verder werden er extra rijen toegevoegd aan de tribune en kwam er een kleine tribune bij.
Het stadion wordt gebruikt door Navy Midshipmen football, een American football-team.
In 1984 was dit een van de stadions die werd gebruikt tijdens het voetbaltoernooi van de Olympische Spelen. Er werden zes wedstrijden gespeeld.